# Berzence
Berzence (kroatisch Brežnjica oder Breznica) ist eine ungarische Großgemeinde im Kreis Csurgó im Komitat Somogy.

## Geografische Lage
Berzence liegt sechs Kilometer südöstlich der Kreisstadt Csurgó und vier Kilometer nördlich der Grenze zu Kroatien.

## Geschichte
Im Jahr 1913 gab es in der damaligen Großgemeinde 512 Häuser und 3827 Einwohner auf einer Fläche von 9541  Katastraljochen. Sie gehörte zu dieser Zeit zum Bezirk Csurgó im Komitat Somogy.

## Gemeindepartnerschaft
- Sândominic, Rumänien

## Sehenswürdigkeiten
- Kanone aus der Zeit der Ungarischen Revolution 1848/1849 (Az 1848-49-es Szabadságharc ágyúja)
- Mittelalterliche Burgruine (Középkori várrom)
- Römisch-katholische Kapelle Szent Antal, erbaut um 1780 (Barock)
- Römisch-katholische Klosterkapelle Jézus Szíve
- Römisch-katholische Kirche Szent Kereszt felmagasztalása, erbaut 1760–1767  (Barock)
- Schloss Festetics (Festetics-kastély), erbaut im 18. Jahrhundert

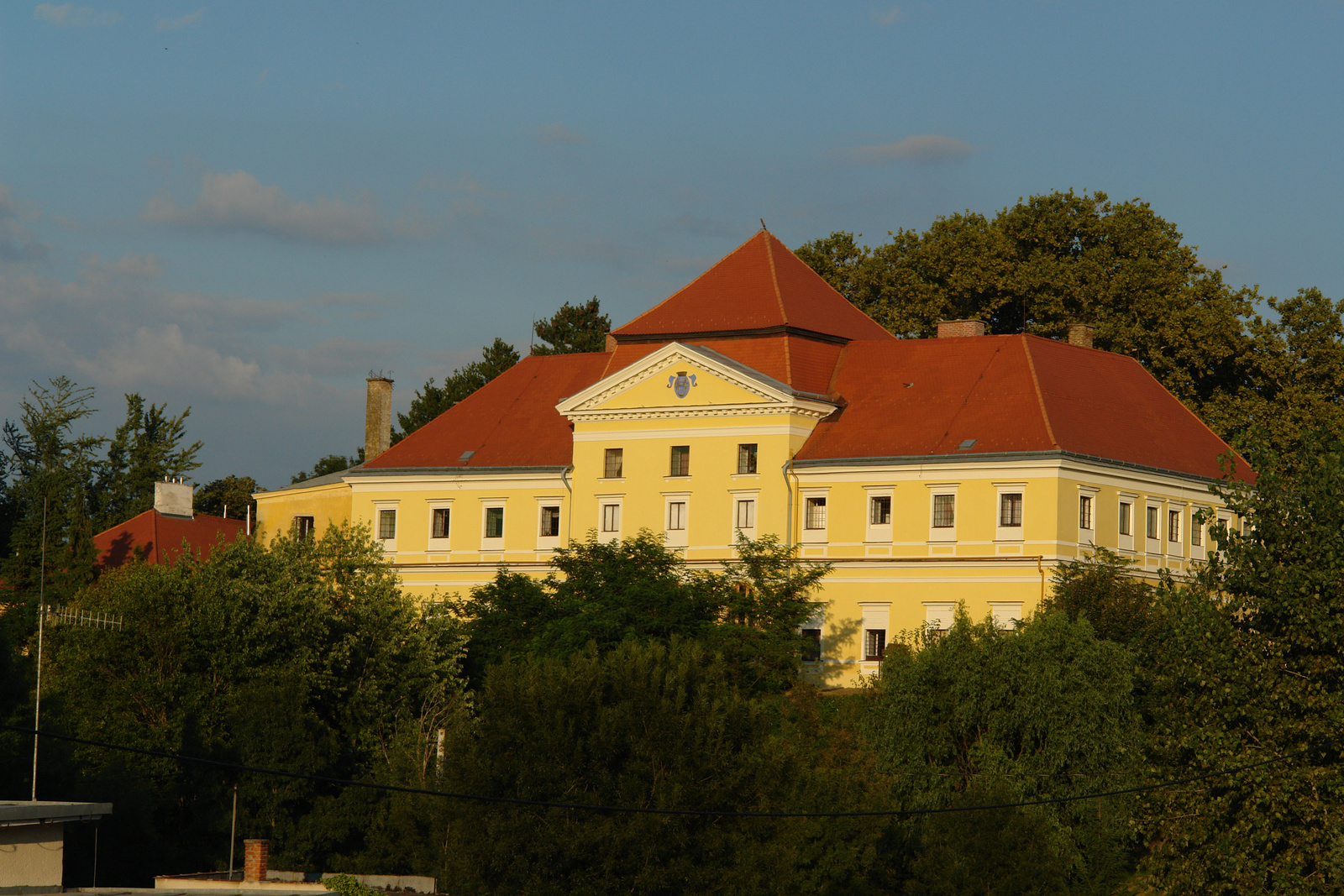
Schloss Festetics
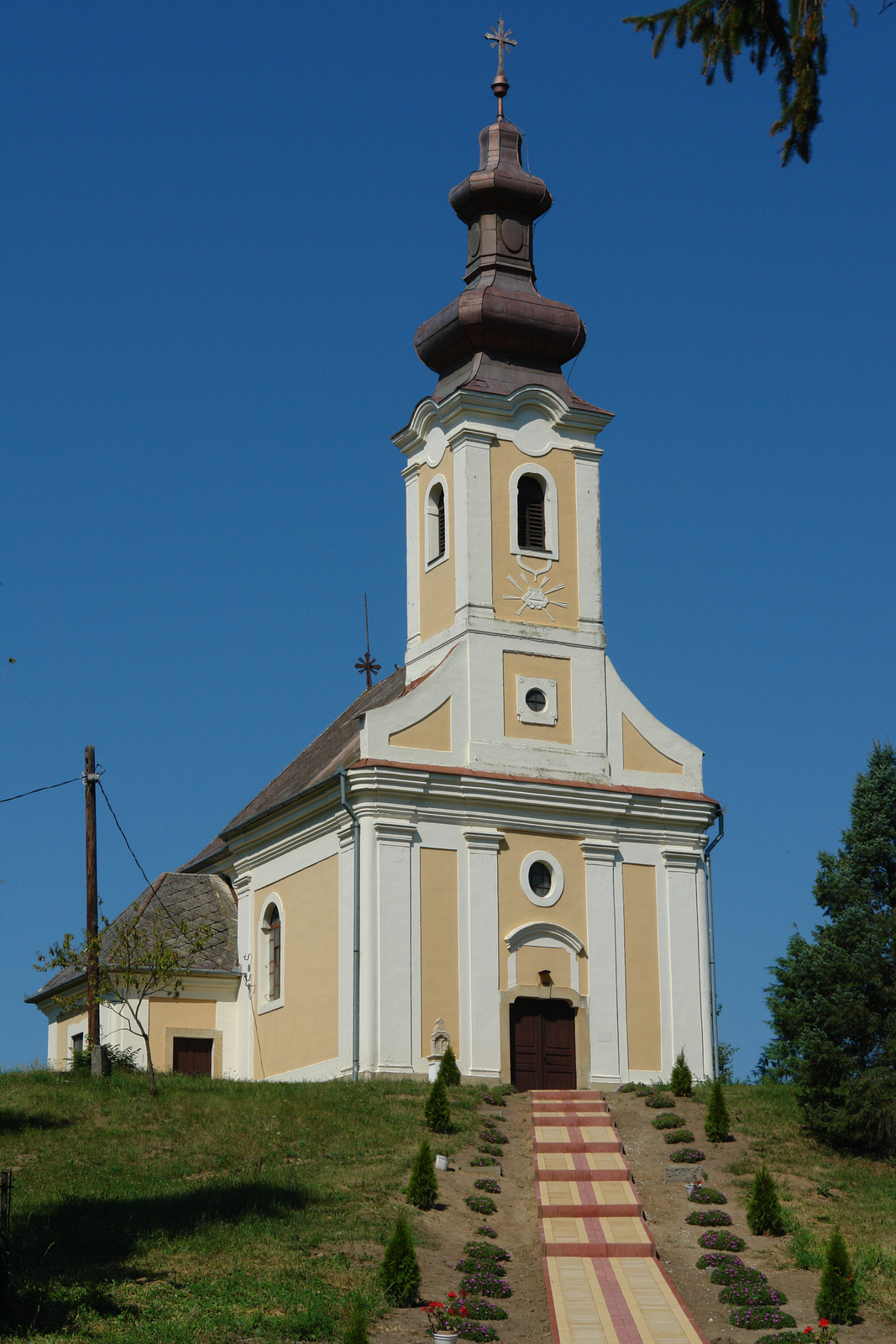
Römisch-katholische Kirche Szent Kereszt felmagasztalása
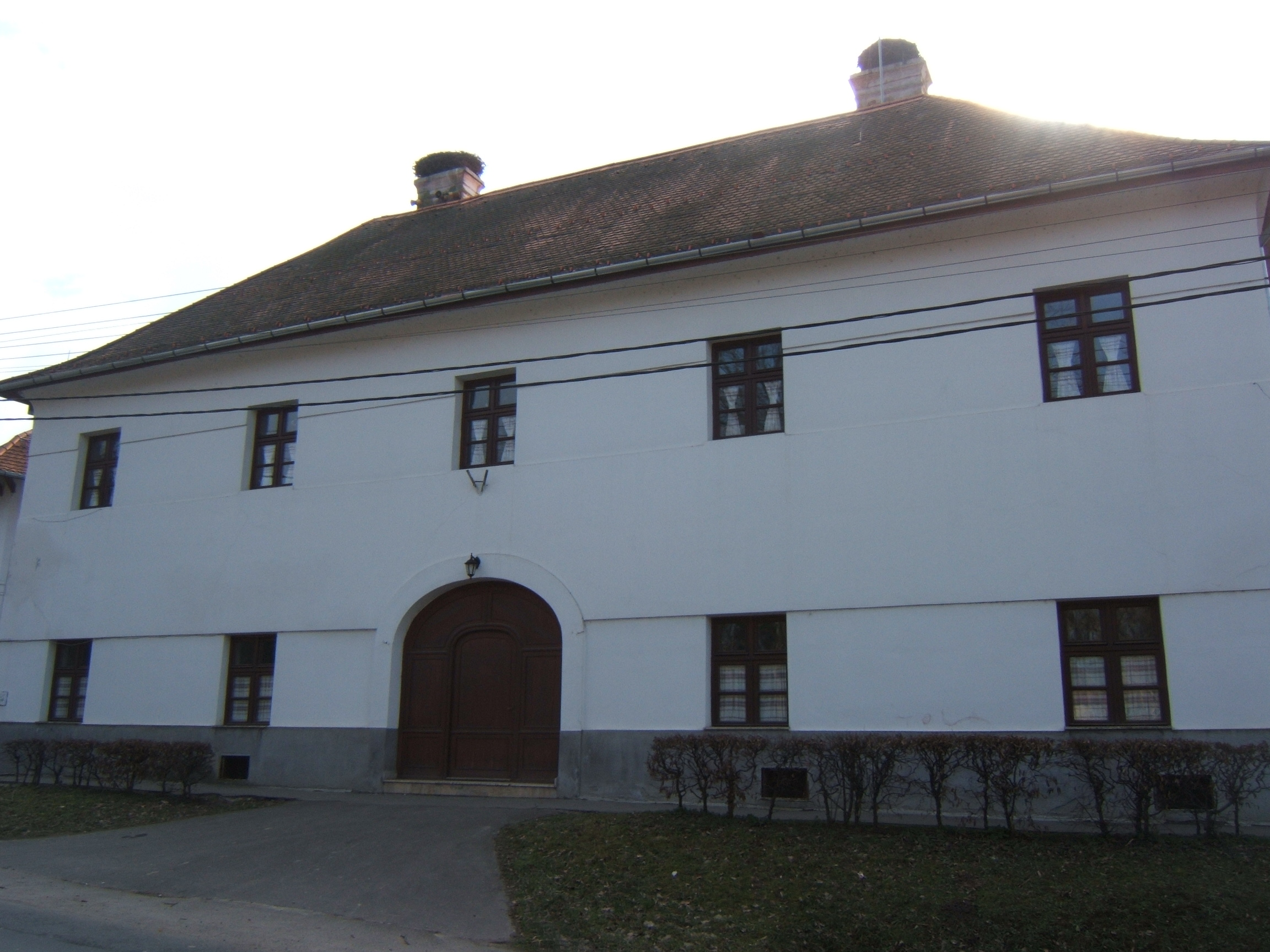
Ehemalige Postherberge
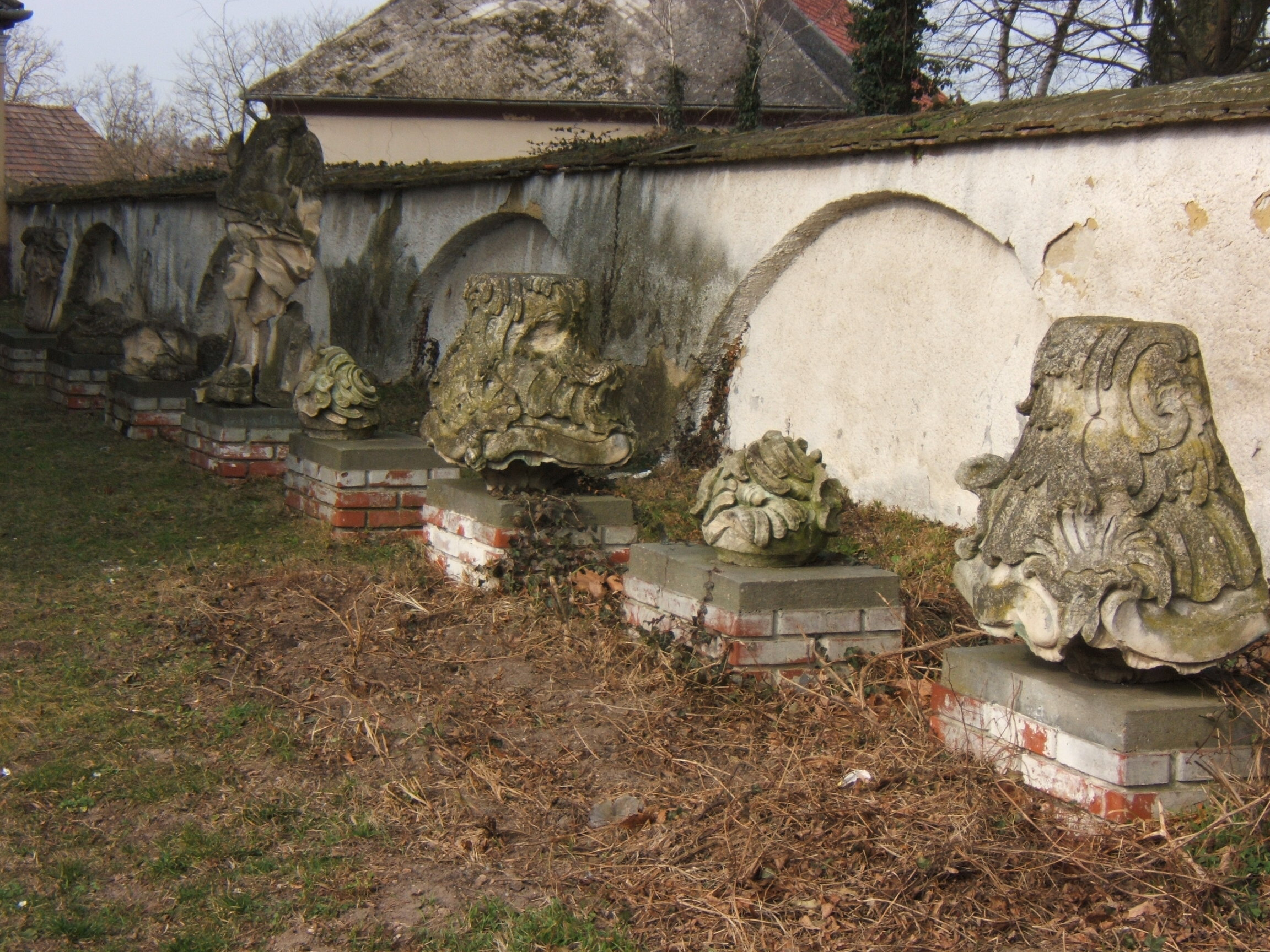
Steinskulpturen

## Verkehr
Durch Berzence verlaufenen die Landstraße Nr. 6801 und die Hauptstraße Nr. 681, die in westlicher Richtung zum Grenzübergang nach Kroatien und weiter in die dortige Gemeinde Gola führt. Der am südlichen Ortsrand liegende Bahnhof ist angebunden an die Eisenbahnstrecke von Gyékényes nach Pécs.